# Oscar de melhor curta-metragem: inovação
O prêmio de Melhor Curta-Metragem (Inovação) foi concedido somente entre a sexta (1932-1933) e a oitava (1935) cerimônias.
| Ano       | Vencedor           | Estúdio                           | Outros Indicados                                                  |
| --------- | ------------------ | --------------------------------- | ----------------------------------------------------------------- |
| 1932-1933 | Krakatoa           | Educational                       | The Sea (Educational) Menu (Pete Smith/MGM)                       |
| 1934      | City of Wax        | Educational                       | Boson Friends (Skibo Productions) Strikes and Spares (Pete Smith) |
| 1935      | Wings Over Everest | Gaumont British/Skibo Productions | Audioscopiks (Pete Smith/MGM) Camera Thrills (Universal)          |